# Verònica Benet
Verònica Benet Martínez és una Professora d'investigació ICREA del Departament de Ciències Polítiques i Socials de la Universitat Pompeu Fabra. Es va doctorar en Psicologia per la Universitat de Califòrnia – Davis i posteriorment va ser investigadora postdoctoral a la Universitat de Califòrnia – Berkeley, a l'Institute for Personality and Social Research. Ha estat professora a la Universitat de Michigan (1998-2002) i a la Universitat de Califòrnia – Riverside (2003-2010), on va fundar i dirigir el Laboratori sobre Cultura i Personalitat. Des de l'any 2010 és professora d'investigació ICREA a la Universitat Pompeu Fabra. La seva recerca se centra en la identitat multicultural i bicultural, en les interseccions entre cultura i personalitat i en els mètodes de recerca interculturals. Sobre aquestes qüestions té una àmplia producció de publicacions acadèmiques. La seva tasca ha merescut el reconeixement de l'Associació Americana de Psicologia, del Journal for Research in Personality i de la Society for Personality and Social Psychology, entre d'altres.